# ام‌اس‌سی لی
ام‌اس‌سی لی (به انگلیسی: MSC Leigh) یک کشتی است که طول آن ۲۷۵ متر (۹۰۲ فوت) می‌باشد. این کشتی در سال ۲۰۰۶ ساخته شد.